# David Bezmozgis
Œuvres principales
- Natasha et autres histoires
- Le Monde libre

David Bezmozgis, né le 2 juin 1973 à Riga en Lettonie, est un écrivain canadien d'origine lettone.

## Biographie
David Bezmozgis émigre avec ses parents au Canada en 1980. Il vit aujourd'hui à Toronto.

## Œuvres

### Romans
- Le Monde libre, Belfond, 2012 ((en) The Free World, 2011)
- Refuznik, Belfond, 2015 ((en) The Betrayers, 2014)

### Recueil de nouvelles
- Natasha et autres histoires, Christian Bourgois, 2005 ((en) Natasha and Other Stories, 2004)